# Сенюшкино
Се́нюшкино (рос. Сенюшкино, марій. Кӱшылсола) — присілок у складі Кілемарського району Марій Ел, Росія. Входить до складу Ардинського сільського поселення.

## Населення
Населення — 80 осіб (2010; 114 у 2002).
Національний склад (станом на 2002 рік):
- марі — 96 %